# Immunothérapie des cancers
Pour un article plus général, voir Immunothérapie.

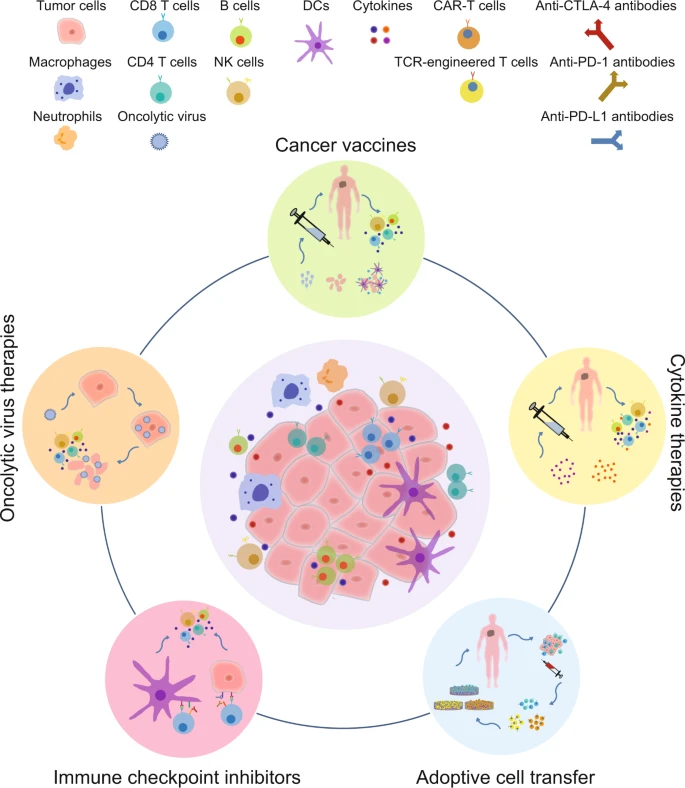
Les grandes catégories d’immunothérapie.

L’immunothérapie des cancers est l'ensemble des actions centrées sur les défenses naturelles de l'organisme pour soutenir leur contribution à l'élimination des cellules malignes. Bien que l’idée de libérer le système immunitaire de l’hôte pour éradiquer le cancer remonte à la fin du XIXe siècle,, des progrès significatifs ont été réalisés dans les récentes recherches fondamentales et cliniques. Plusieurs types de cancer ont montré des réponses cliniques soutenues à l’immunothérapie,,,,, bien qu’avec des taux de réponse limités et des mécanismes sous-jacents peu clairs.
Les mutations génétiques et les changements somatiques épigénétiques stables qui déterminent la progression d’un cancer sont la seule source potentielle de différences stables entre les cellules cancéreuses et les cellules normales qui peuvent servir de base à des thérapies anticancéreuses n’entraînant pas d’effets secondaires graves. Le problème fondamental, cependant, dans la lutte contre le cancer est que les cellules cancéreuses sont pour la plupart tellement semblables aux cellules normales qu'il est très difficile de trouver des différences qui peuvent servir de base à un traitement sans endommager certains aspects importants du fonctionnement normal.

## Introduction
Le cancer est une maladie du génome caractérisée par une instabilité génomique dans laquelle de nombreuses mutations ponctuelles s'accumulent et des altérations structurelles se produisent au cours du processus de progression tumorale,. De telles variations génomiques pourraient donner naissance à des antigènes tumoraux, qui pourraient être reconnus par le système immunitaire en tant que non-soi et suscitent des réponses immunitaires cellulaires,. Le système immunitaire joue un rôle essentiel dans l’immunosurveillance, car les cellules immunitaires des systèmes immunitaires adaptatif et inné s’infiltrent dans le microenvironnement tumoral et contribuent à la modulation de la progression tumorale,. Les cellules immunitaires innées, composées de cellules tueuses naturelles , d'éosinophiles, de basophiles et de cellules phagocytaires, notamment les mastocytes, les neutrophiles, les monocytes, les macrophages et les cellules dendritiques , participent à la suppression tumorale. soit en tuant directement les cellules tumorales, soit en déclenchant des réponses immunitaires adaptatives,,. Le système immunitaire adaptatif fonctionne avec les lymphocytes, notamment les lymphocytes B et les lymphocytes T, parmi lesquels les lymphocytes B jouent un rôle majeur dans les réponses immunitaires humorales, alors que les lymphocytes T sont impliqués dans les réponses immunitaires à médiation cellulaire,,.

Des réponses immunitaires efficaces pourraient soit éradiquer les cellules malignes, soit altérer leurs phénotypes et leurs fonctions. Cependant, les cellules cancéreuses ont développé de multiples mécanismes, tels que des défauts dans la machinerie de présentation des antigènes, la stimulation des voies de régulation négatives et le recrutement de populations de cellules immunosuppressives pour échapper à la surveillance immunitaire,,,,, ce qui entraîne une fonction entravée des cellules immunitaires et l'annulation des réponses immunitaires antitumorales.

## Principales immunothérapies

### Thérapies par les virus oncolytiques

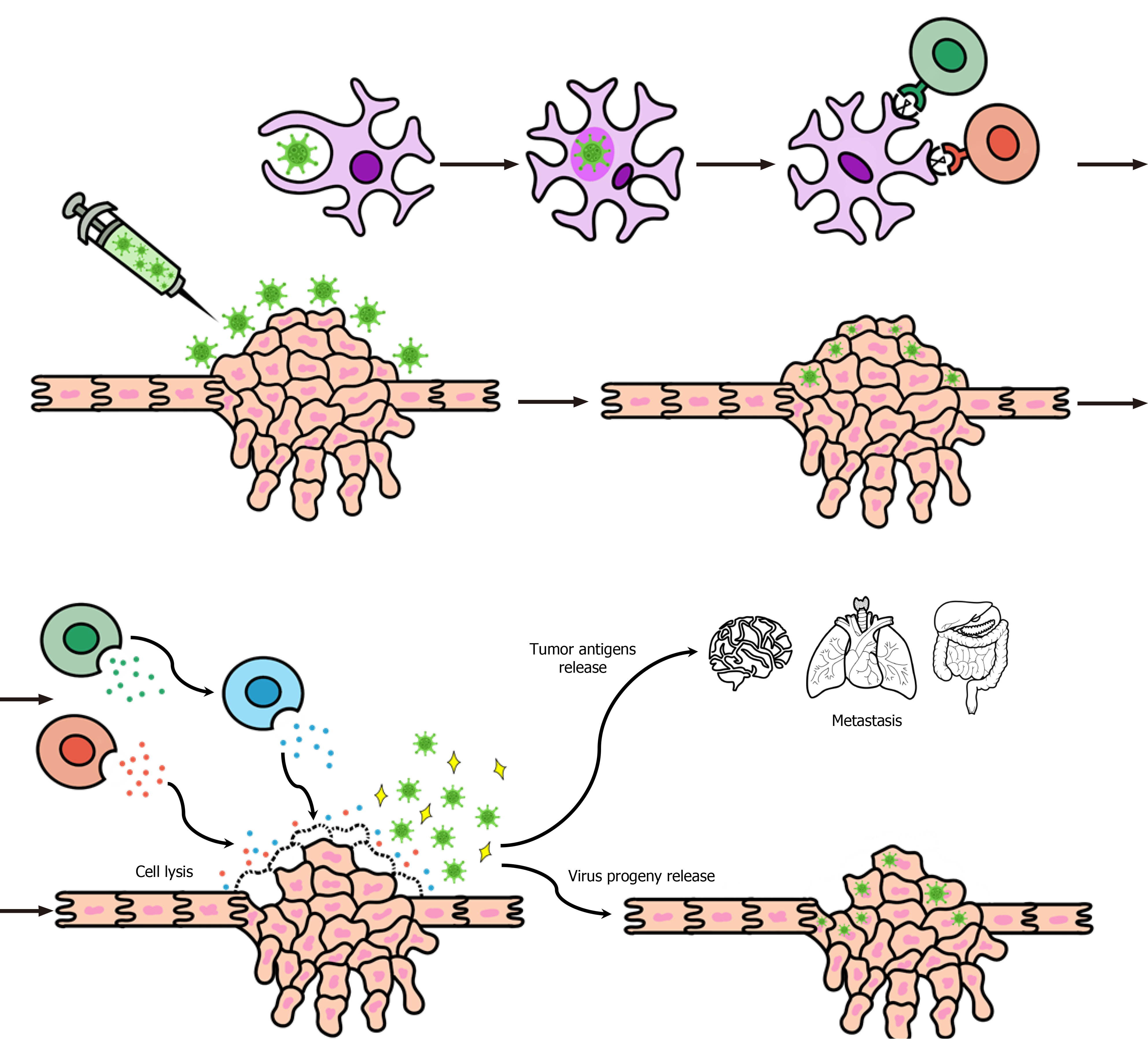
Mécanismes d'actions des virus oncolytiques.

Depuis plus d’un siècle, l’immunothérapie traditionnelle s’attaque au cancer en exploitant les infections bactériennes ou virales pour renforcer les réponses immunitaires. Dès 1863, Virchow découvrit pour la première fois le lien entre les tumeurs et l'inflammation après avoir observé que les tissus néoplasiques étaient souvent décorés de leucocytes du système immunitaire. Le premier cas d'immunothérapie anticancéreuse remonte à 1891, lorsque William Coley, le père de immunothérapie, a d’abord tenté d’exploiter le système immunitaire pour traiter le cancer après avoir remarqué que des mélanges de Streptococcus pyogenes et de Serratia marcescens vivants et inactivés pouvaient provoquer une régression tumorale chez les patients atteints de sarcome,. Bien qu’une telle stratégie pionnière ait fourni une preuve de concept pour traiter le cancer en l'utilisation du système immunitaire, les mécanismes d'action inconnus et les risques potentiels d'infection ont entravé sa progression.
Des décennies plus tard, des thérapies virales oncolytiques ont été inventées, qui exploitent des virus génétiquement modifiés pour infecter les cellules tumorales et stimulent ainsi un environnement pro-inflammatoire pour augmenter l'immunité antitumorale systémique,. Grâce aux progrès du génie génétique et des technologies de transformation virale, les thérapies virales oncolytiques ont fait beaucoup de progrès ces dernières années. En particulier, le talimogène laherparepvec (T-Vec), également connu sous le nom d'Imlygic, un virus de l'herpès simplex génétiquement modifié, présente des avantages cliniques impressionnants pour les patients atteints d'un mélanome avancé et a été approuvé pour le traitement du mélanome métastatique non résécable.

### Vaccins contre le cancer

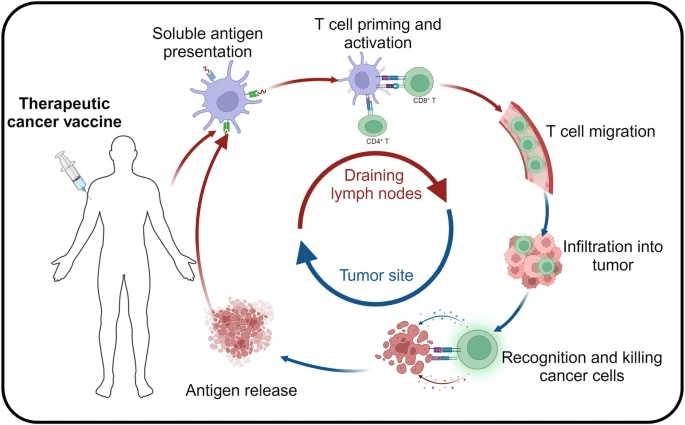
Le mécanisme du vaccin contre le cancer.

Les vaccins contre le cancer utilisent des antigènes spécifiques de la tumeur pour déclencher des réponses immunitaires antitumorales médiées par les lymphocytes T. Des études cruciales ont découlé de l’identification de MZ2-E et MZ2-D, qui sont tous deux des antigènes dérivés du mélanome codés par la famille de gènes MAGE (antigène associé au mélanome) qui pourraient être reconnus par les cellules T cytotoxiques pour déclencher des réponses immunitaires antitumorales,. Simultanément, un autre antigène du mélanome humain, le gpl00, était associé au rejet de la tumeur in vivo en induisant des réponses immunitaires médiées par les lymphocytes infiltrant la tumeur ) chez les patients atteints de mélanome. Ces découvertes ont ouvert la voie à l'utilisation d'antigènes tumoraux comme vaccins. en immunothérapie du cancer. Outre les antigènes tumoraux, la vaccination à base de cellules dendritiques a également montré des résultats cliniques significatifs. Les cellules dendritiques sont les cellules présentatrices d'antigènes les mieux équipées et jouent un rôle essentiel dans le développement de l'immunité antitumorale. Plus précisément, après activation par des antigènes tumoraux, les cellules dendritiques peuvent internaliser, traiter, puis présenter les épitopes traités aux cellules T et induire des lymphocytes T cytotoxiques. En raison de leur compétence dans la présentation des antigènes, les cellules dendritiques sont exploitées dans les vaccins, qui impliquent la réinfusion de cellules dendritiques isolées pulsées avec des antigènes tumoraux ou des lysats de cellules tumorales et stimulées par un cocktail de maturation défini ex vivo. Un exemple représentatif est le sipuleucel-T, une immunothérapie à base de cellules dendritiques qui a été approuvée pour le traitement du cancer avancé de la prostate. En outre, des cellules tumorales entières peuvent également être utilisées pour provoquer des réponses immunitaires spontanées. GVAX, un vaccin contre le cancer composé de cellules tumorales autologues génétiquement modifiées pour sécréter un facteur de stimulation des colonies de granulocytes et de macrophages, a été développé et s'est révélé prometteur pour augmenter les réponses immunitaires spécifiques à la tumeur dans plusieurs types de cancer,,. Ces progrès soulignent l'importance de vaccins contre les tumeurs dans les applications cliniques pour le traitement du cancer.

### Thérapies aux cytokines
Fonctionnant comme des messagers pour orchestrer les interactions cellulaires et les communications du système immunitaire, les cytokines sont libérées par les cellules immunitaires et non immunitaires en réponse à des stress cellulaires tels que l'infection, l'inflammation et la tumorigenèse. Les cytokines sécrétées permettent la propagation rapide de la signalisation immunitaire dans un complexe mais efficace, et pourrait ainsi générer des réponses immunitaires puissantes et coordonnées pour cibler les antigènes,. L'application potentielle des cytokines dans le traitement du cancer bénéficie de l'identification de l'interleukine 2 en 1976. L'interleukine 2, initialement appelée facteur de croissance des cellules T , a la capacité de développer les cellules T in vitro et in vivo et exerce ainsi des propriétés immunostimulatrices. Comme exemple typique de thérapies par cytokines, l'administration de fortes doses d'interleukine 2 dans des applications cliniques pourrait conduire à une régression du cancer chez les patients atteints d'un cancer métastatique . En plus de l'interleukine 2, l'interféron alpha sert également de cytokine thérapeutique classique dans le traitement du cancer. Les interférons constituent une grande famille de cytokines, parmi lesquelles l'interféron alpha de type I, est un déterminant essentiel de l'efficacité de l'immunité antitumorale,,. L'interféron alpha joue des rôles multiples dans le contrôle des tumeurs, notamment l'éradication directe cellules tumorales en induisant la sénescence et l'apoptose et en renforçant les réponses immunitaires antitumorales efficaces grâce à la stimulation de la maturation des cellules dendritiques et à l'amélioration de la cytotoxicité des lymphocytes T. Des études cliniques ont prouvé le rôle thérapeutique de l'interféron alpha à des doses élevées dans la leucémie myéloïde chronique et le mélanome,. Malgré les avantages cliniques, une mauvaise tolérabilité et une toxicité sévère entravent les applications ultérieures de ces cytokines en monothérapie, mais les cytokines sont toujours étudiées en association avec d'autres immunothérapies, telles que la thérapie par transfert cellulaire adoptif pour contourner ces obstacles.

### Transfert adoptif de cellules
Les transferts adoptifs de cellules utilisent des cellules immunitaires autologues, en particulier des lymphocytes T, qui sont isolées ou génétiquement modifiées, développées ex vivo et réinjectées aux patients pour éliminer les cellules cancéreuses et ont montré une efficacité clinique soutenue,,. De fortes doses d'interleukine 2 accompagnées de cellules tueuses autologues activées par des lymphokines étaient efficaces lorsqu'elles étaient administrées à des patients atteints de cancers métastatiques. Le transfert adoptif des lymphocytes infiltrant les tumeurs développés dans l'interleukine 2 ont montré une plus grande puissance thérapeutique,. Ces études justifient l'utilisation des lymphocytes infiltrant les tumeurs pour traiter les cancers humains avancés.
Par la suite, le transfert adoptif de cellules T hautement sélectionnées réactives aux tumeurs contre des antigènes de différenciation surexprimés et auto-dérivés à des patients atteints de mélanome métastatique a conduit au repeuplement clonal persistant de cellules T chez des patients cancéreux, éclairant l'utilisation de cellules T génétiquement manipulées qui ciblent des néoantigénes spécifiques en transfert adoptif. Actuellement, deux types de cellules T génétiquement modifiées, les cellules T avec récepteur d'antigène chimérique et les cellules T avec le récepteur des cellules T modifiées, ont été inventées pour le transfert adoptif et ont réalisé des progrès substantiels dans le traitement des tumeurs malignes.

#### Les lymphocytes T avec récepteur antigénique chimérique

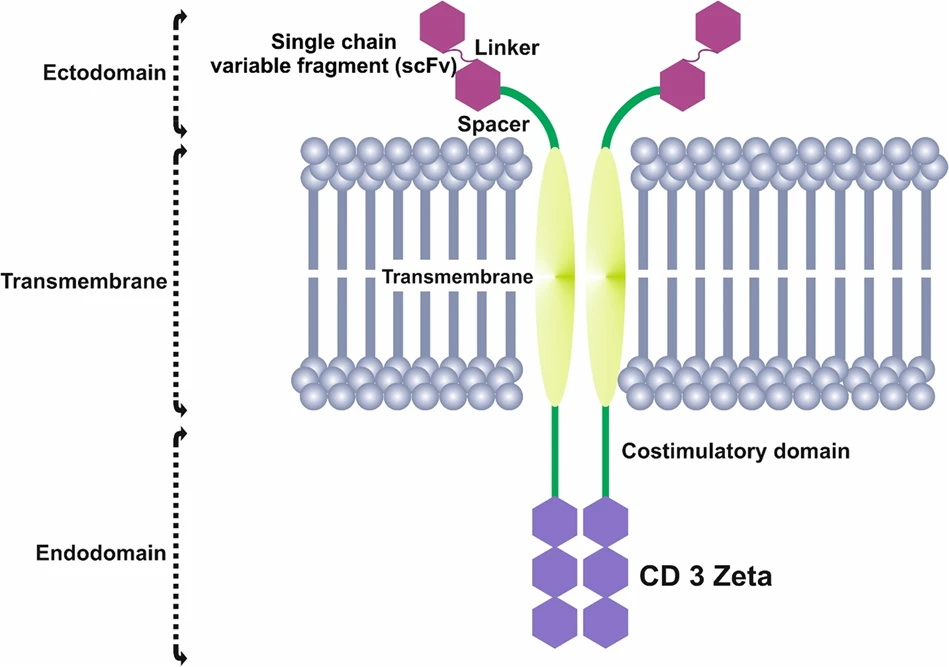
Structure d'un récepteur antigénique chimérique

Les thérapies cellulaires CAR-T utilisent des fragments d’anticorps pour reconnaître des antigènes spécifiques exprimés à la surface des cellules cancéreuses. La première génération de cellules CAR-T impliquait des cellules T génétiquement modifiées avec une spécificité d'anticorps en exprimant des complexes chimériques d'immunoglobuline-récepteur des cellules T en tant que récepteurs fonctionnels. Cependant, ces lymphocytes T avec récepteur antigénique chimérique n'ont pas pu persister dans l'organisme jusqu'en 1998, lorsque des chercheurs ont établi une nouvelle génération de lymphocytes T avec récepteur antigénique chimérique en introduisant des molécules co-stimulatrices telles que CD28 dans les récepteur antigénique chimérique modifiés pour permettre aux cellules T modifiées de persister et de rester actives dans le corps,. Ils ont ensuite démontré que le doublet CD28/CD3-zeta spécifique de CD19 des cellules T modifiées pourraient induire des rémissions moléculaires dans la leucémie lymphoblastique aiguë de l'adulte.64 D'autres molécules ont été examinées pour leur efficacité lorsqu'elles sont conjuguées dans des récepteurs antigéniques chimériques, comme l'anti-CD19 lié aux domaines de signalisation CD3-zeta et 4-1BB pourraient générer de puissantes réponses immunitaires spécifiques au CD19 chez les patients atteints de leucémie lymphoïde chronique. Ces résultats mettre en lumière l’efficacité antitumorale prometteuse des thérapies T avec récepteur antigénique chimérique dans les cancers humains.

#### Les lymphocytes T avec le récepteur des lymphocytes T modifiées
La thérapie par cellules T avec le récepteur des lymphocytes T modifiées ou TCR-T a été rapportée pour la première fois par Clay et al., qui ont démontré que le transfert de gène du TCR dérivés de patients atteints de mélanome vers des lymphocytes du sang périphérique pouvait générer des cellules T effectrices présentant une réactivité antitumorale in vitro. Le potentiel clinique d’une telle thérapie a ensuite été confirmé chez des patients atteints de mélanome métastatique présentant des tumeurs régressées lorsqu’ils étaient traités avec des cellules T créées de cette façon. Notamment, l’antigène canonique cancer-testicule NY-ESO-1, exprimé de manière aberrante dans les cellules cancéreuses, a ont été ciblés à l’aide de lymphocytes T avec le récepteur des lymphocytes T génétiquement modifiées, qui ont induit des effets antitumoraux durables spécifiques à l’antigène et ont finalement conduit à une régression tumorale ref name=Rapoport2015/>,.

### Inhibiteurs de points de contrôle immunitaires

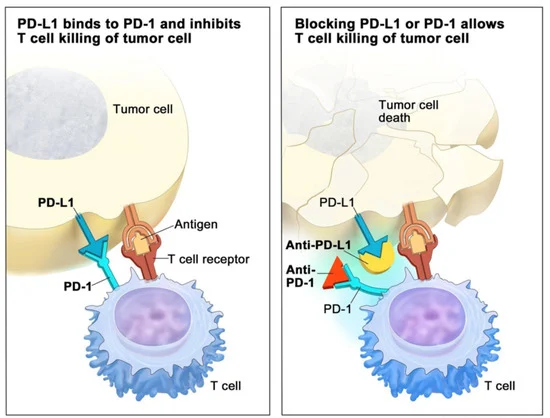
Schéma du fonctionnement du blocage d'un point de contröle immunitaire

James Allison et Tasuku Honjo ont découvert que certains anticorps, qui bloquent l'épuisement fonctionnel des lymphocytes T pourraient augmenter considérablement la réponse immunitaire aux tumeurs présentant des taux de mutation élevé et conduire ainsi à une thérapie considérablement améliorée pour ces tumeurs. Pour cette découverte, Allison et Honjo ont reçu le prix Nobel en 2018. L’épuisement des lymphocytes T fait partie du mécanisme normal de prévention de la suractivité d’une réponse immunitaire. Le blocage de cet épuisement des lymphocytes T par certains anticorps en cas de forte réponse immunitaire adaptative d'un cancer est appelé thérapie de blocage du point de contrôle immunitaire.
Les points de contrôle immunitaires sont des molécules de voies de signalisation co-inhibitrices qui agissent pour maintenir la tolérance immunitaire, mais ils sont souvent utilisés par les cellules cancéreuses pour échapper à l'immunosurveillance,. Les inhibiteurs de points de contrôle immunitaires sont conçus pour restaurer les réponses immunitaires antitumorales en interrompant les voies de signalisation inhibitrices et pour favoriser l'élimination des cellules malignes,. Les cibles les plus largement utilisées pour les inhibiteurs de points de contrôle immunitaires sont la molécule associée aux lymphocytes T cytotoxiques-4 (CTLA-4), le récepteur de mort cellulaire programmée-1 (PD-1) et le ligand de mort cellulaire programmée-1 (PD -L1).
CTLA-4 est une molécule co-inhibitrice exprimée sur les cellules T et fonctionne pour réguler négativement l'activation des cellules T,. Le blocage de CTLA-4 avec des anticorps pourrait induire des réponses immunitaires efficaces et conduire à la régression tumorale, ouvrant ainsi l'ère d'utiliser des anticorps pour relâcher les freins des cellules immunitaires afin de renforcer les réponses immunitaires antitumorales,. Après des essais cliniques et des évaluations d'efficacité,, l'ipilimumab, un anticorps monoclonal contre CTLA-4, est devenu le premier inhibiteur de points de contrôle immunitaires approuvé pour le traitement du cancer en raison de sa capacité à améliorent l'activation des lymphocytes T et induisent des réponses durables,.
Le PD-1 est exprimé à la surface des lymphocytes T et on pensait à l'origine qu'il était impliqué dans la mort cellulaire programmée, mais, plus tard, il a été prouvé pour agir comme un régulateur négatif des réponses immunitaires,. Cependant, les mécanismes de régulation de PD-1 sont restés insaisissables jusqu'à la découverte de son ligand, PD-L1 qui est exprimé dans les tissus normaux et régule la tolérance immunitaire en supprimant la prolifération lymphocytaire induit par les cytokines. Cependant, les cellules tumorales expriment également anormalement PD-L1 pour échapper à la surveillance immunitaire. Des études ont montré que l'inhibition de PD-1 ou PD-L1 pourrait revigorer le système immunitaire. capacité cytotoxique des cellules T et induire une régression tumorale ce qui suggère que PD-1 ou PD-L1 pourraient servir de cibles thérapeutiques. En effet, le blocage de la voie PD-1 a donné des résultats cliniques remarquables et des anticorps ciblant PD-1 ou PD-L1 ont été approuvés pour le traitement de plusieurs cancers,.
Bien que le blocage des points de contrôle soit une nouvelle approche spectaculaire de l'immunothérapie anticancéreuse, il est limité à un sous-ensemble relativement petit de cancers et, bien sûr, également limité par le développement d'une résistance au traitement en raison de la sélection de la microglobuline β2 et d'autres mutations qui interfèrent avec les réponses immunitaires cellulaires des lymphocytes T.

### Thérapies directes par anticorps monoclonaux
Depuis la découverte par César Milstein et Georges Köhler en 1975 d'anticorps monoclonaux de souris contre des antigènes définis, pour lesquels ils ont reçu le prix Nobel, la spécificité unique des anticorps monoclonaux de souris a suggéré leur utilisation possible en immunothérapie. Cependant, jusqu'au développement d'anticorps humanisés dérivés d'anticorps de souris en insérant leurs séquences de reconnaissance d'antigène dans un anticorps humain, il n'y avait aucune perspective réaliste de leur utilisation pour une immunothérapie réussie. Les premières thérapies anticorps monoclonaux réussies étaient dirigées contre le récepteur du facteur de croissance épidermique pour le traitement du cancer colorectal et contre le facteur de croissance associé Her-2 exprimé dans une proportion de cancers du sein. Cette approche reposait sur l’hypothèse que de tels anticorps bloqueraient la croissance du cancer en bloquant l’interaction entre le facteur de croissance et son ligand. Par la suite, il est devenu clair que les anticorps monoclonaux fonctionnaient également en tuant par les cellules NK stimulées par la liaison de la partie Fc d'un anticorps monoclonal attachée aux cellules cancéreuses via leur récepteur Fcγ3. Bien que ces thérapies aient été largement utilisées, leur efficacité est très variable et pas aussi élevée qu’on l’espérait. De plus, il y avait des effets secondaires associés importants, probablement dus au blocage de la croissance et à la destruction des cellules tissulaires normales.

### Voies de recherche

#### Anticorps imitant les récepteurs des lymphocytes T—Tcrms
Le T Cell Receptor Mimic Antibodies (Tcrms) est une autre voie qui consiste à concevoir des attaques immunitaires spécifiques contre des déterminants nouveaux ou relativement surexprimés dans les cancers, non seulement à la surface des cellules cancéreuses, mais également à l’intérieur des cellules. Cela soulève le problème selon lequel la destruction médiée par les lymphocytes T et par les anticorps ne fonctionne que pour des cibles situées à la surface des cellules.
Lorsqu'une protéine est exprimée à l'intérieur de la cellule, elle ne peut être reconnue à la surface cellulaire que par un peptide exprimé à la surface de la cellule par le complexe majeur d'histocompatibilité de classe I ou classe II. Le complexe majeur d'histocompatibilité de classe I et le complexe majeur d'histocompatibilité de classe II sont synthétisés à parte des gènes du complexe HLA Cela fait partie du processus normal par lequel les lymphocytes T reconnaissent les protéines étrangères comme les produits viraux qui ne sont exprimés qu’à l’intérieur d’une cellule infectée par un virus. Il est alors possible de fabriquer des anticorps qui reconnaissent la combinaison d’un peptide spécifique dérivé d’une protéine avec un produit HLA donné. Ceux-ci sont appelés anticorps imitant le récepteur des lymphocytes T car ils imitent le processus par lequel les lymphocytes T reconnaissent ces produits à l’aide du récepteur des lymphocytes T.
Cela dépend de l’ingénierie de la production d’une protéine unique qui lie une molécule HLA Classe I à son partenaire microglobuline β2 et au peptide dérivé de la protéine exprimée en interne. La protéine peut être produite en insérant la séquence d'ADN qui la code dans un vecteur viral ou plasmidique approprié sous le contrôle d'un promoteur puissant et en transfectant la construction dans des cellules qui synthétisent efficacement les protéines. La protéine produite peut ensuite être utilisée comme antigène de la manière habituelle pour immuniser des souris et produire des anticorps monoclonaux qui reconnaissent uniquement la combinaison HLA/β2m/peptide. Une telle approche pourrait en principe être utilisée pour fabriquer des anticorps spécifiques de la combinaison HLA avec des peptides issus des formes mutées des protéines Kras et TP53 que l’on trouve couramment dans les cancers,. Cependant, l'application pratique de cette approche à la thérapie immunitaire spécifique dirigée contre les produits des gènes Kras et TP53 mutés s'est révélée très difficile.

#### Anticorps monoclonaux bispécifiques attirant les cellules T – TCBiMabs ou TCB

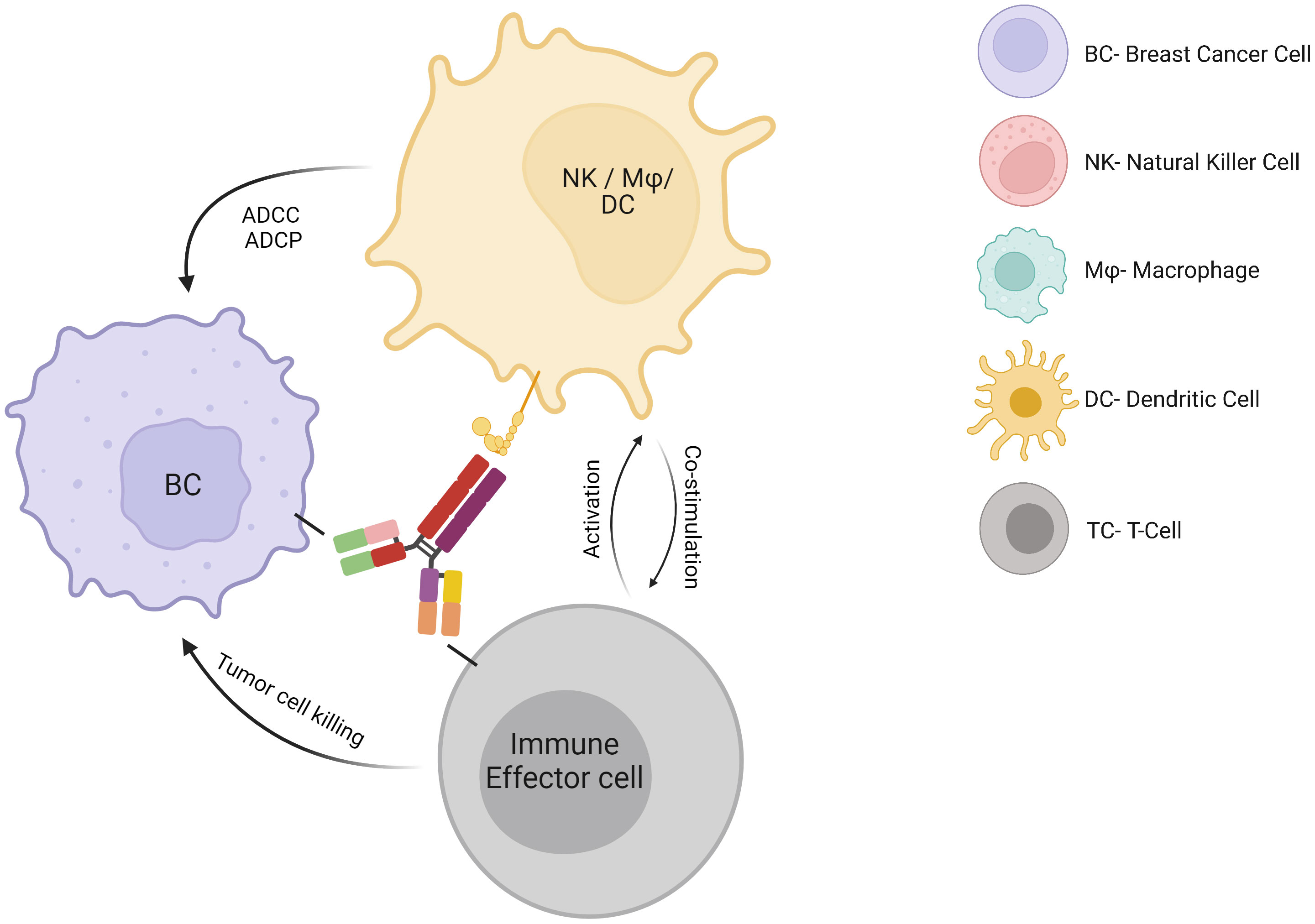
Élimination d'une cellule cancéreuse par un anticorps bispécifique.

Une autre approche pour utiliser des anticorps avec le système immunitaire de l'organisme pour traiter les cancers consiste à créer des anticorps monoclonaux dirigés à la fois contre un antigène cible à la surface des cellules cancéreuses et contre les cellules T en attachant l'anticorps ciblant la tumeur à un anticorps contre le CD3, qui est présent sur pratiquement tous les lymphocytes T fonctionnels. Ces anticorps bispécifiques peuvent alors rapprocher suffisamment les cellules T des cellules tumorales ciblées pour les tuer comme si elles reconnaissaient, par exemple, un composant viral à la surface des cellules. Tous les composants d’un tel anticorps monoclonal modifié doivent être humanisés, c’est-à-dire basés sur un squelette d’anticorps humain, pour éviter les inévitables réponses immunitaires indésirables contre l’étrangeté d’un composant d’anticorps non humain.
De tels anticorps monoclonaux bispécifiques attirant les lymphocytes T ont d'abord été appelés BITES et étaient basés sur la fixation uniquement de la partie scFv d'un anticorps ciblant la tumeur à l'anti-CD3. Cela a été fait en partant de l’hypothèse que la plus petite taille d’un tel anticorps modifié améliorerait son accès au cancer. On s'est cependant alors rendu compte que la partie Fc d'un anticorps était nécessaire pour éviter qu'il ne se dégrade rapidement dans le sang, ce qui limite inévitablement son accès à un cancer. De plus, pour empêcher une activité immunitaire indésirable basée sur un domaine d'anticorps Fc fonctionnel, il était nécessaire d'inactiver la fonction Fc en introduisant des mutations appropriées qui n'interféraient pas avec la stabilité de l'anticorps dans le sang lorsqu'il était administré par voie IV.
Les premiers essais cliniques du traitement des cancers colorectales par des anticorps monoclonaux bispécifiques en association avec un inhibiteur de point de contrôle anti-PDL-1 ont donné des résultats prometteurs.

#### Mort cellulaire immunogène

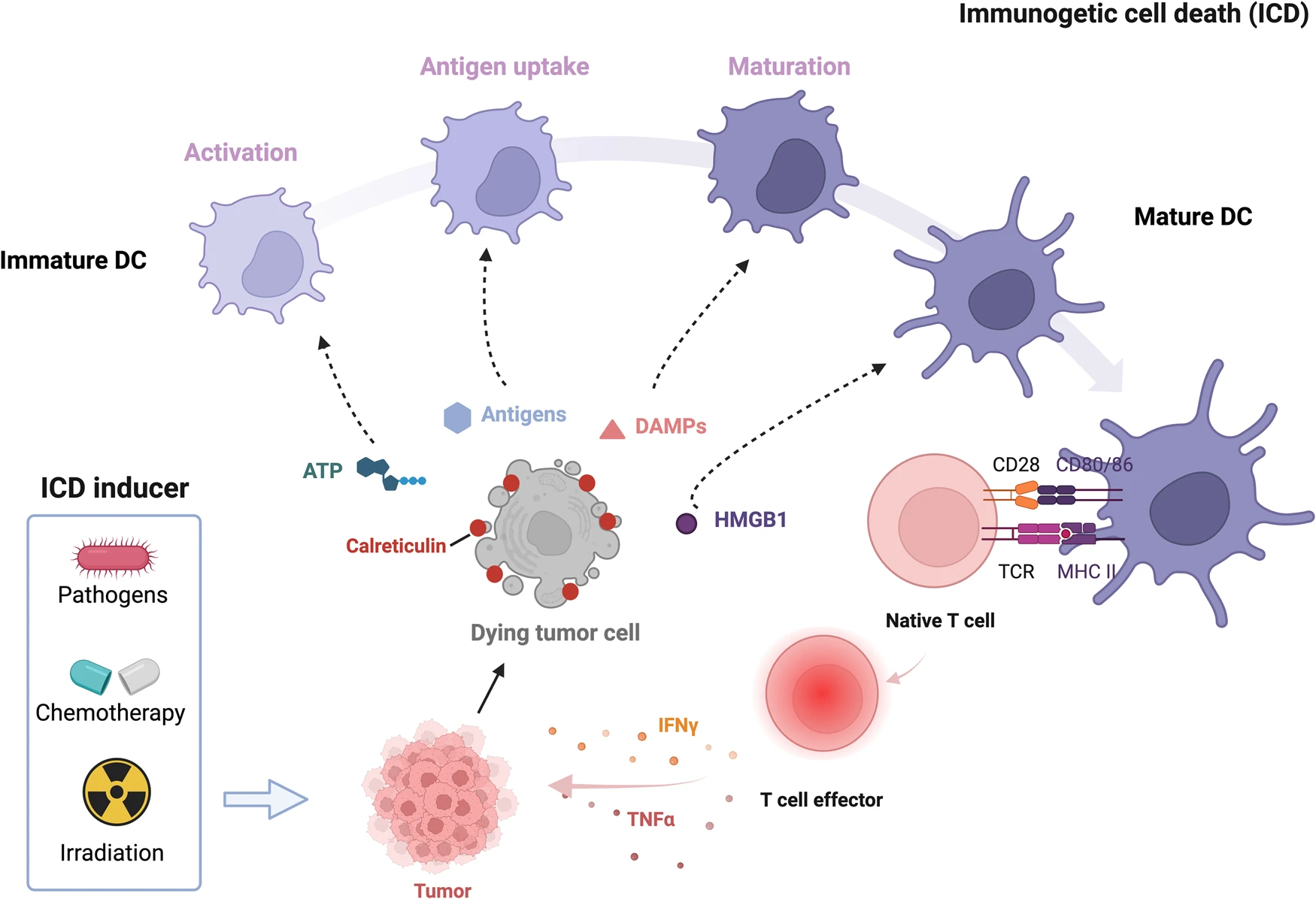
Mécanismes de la mort cellulaire immunogène

La mort cellulaire immunogène est un type de mort cellulaire régulée dans lequel une réponse immunitaire est déclenchée par la libération de motifs moléculaires associés aux dommages par les cellules mourantes, qui attirent les cellules immunitaires vers le site de mort cellulaire. Le concept de mort cellulaire immunogène a été proposé pour la première fois en 2005.
Au cours de la mort cellulaire immunogène, les cellules tumorales mourantes expriment la calréticuline à leur surface, qui fonctionne comme un signal « mange-moi » pour les cellules dendritiques et autres cellules phagocytaires. Cette signalisation favorise la phagocytose des cellules mourantes par les cellules dendritiques, conduisant à l'activation d'une réponse immunitaire. La mort cellulaire immunogène implique également la libération de motif moléculaire associé aux dégâts, tels que l’adénosine triphosphate, la protéine HMGB1 et les protéines de choc thermique, par les cellules mourantes. Ces motifs moléculaires associés aux dégâts activent les cellules dendritiques et d’autres cellules immunitaires, favorisant ainsi la présentation des antigènes et l’activation immunitaire. De plus, l’interféron-gamma et le facteur de nécrose tumorale libérés par les cellules T effectrices attirent et activent d’autres cellules immunitaires, notamment les cellules tueuses naturelles et les macrophages, qui détectent et éradiquent les cellules cancéreuses.
La mort cellulaire immunogène est apparue comme une stratégie prometteuse pour le traitement du cancer. Il améliore potentiellement l’efficacité des traitements contre le cancer, tels que la chimiothérapie et la radiothérapie, qui à leur tour induisent une mort cellulaire immunogène dans les cellules cancéreuses. Les thérapies basées sur la mort cellulaire immunogène offrent une protection durable contre la récidive du cancer et les métastases en favorisant les réponses immunitaires contre les cellules cancéreuses.

## Les cellules immunitaires du microenvironement tumoral et leurs rôles dans l' immunothérapie

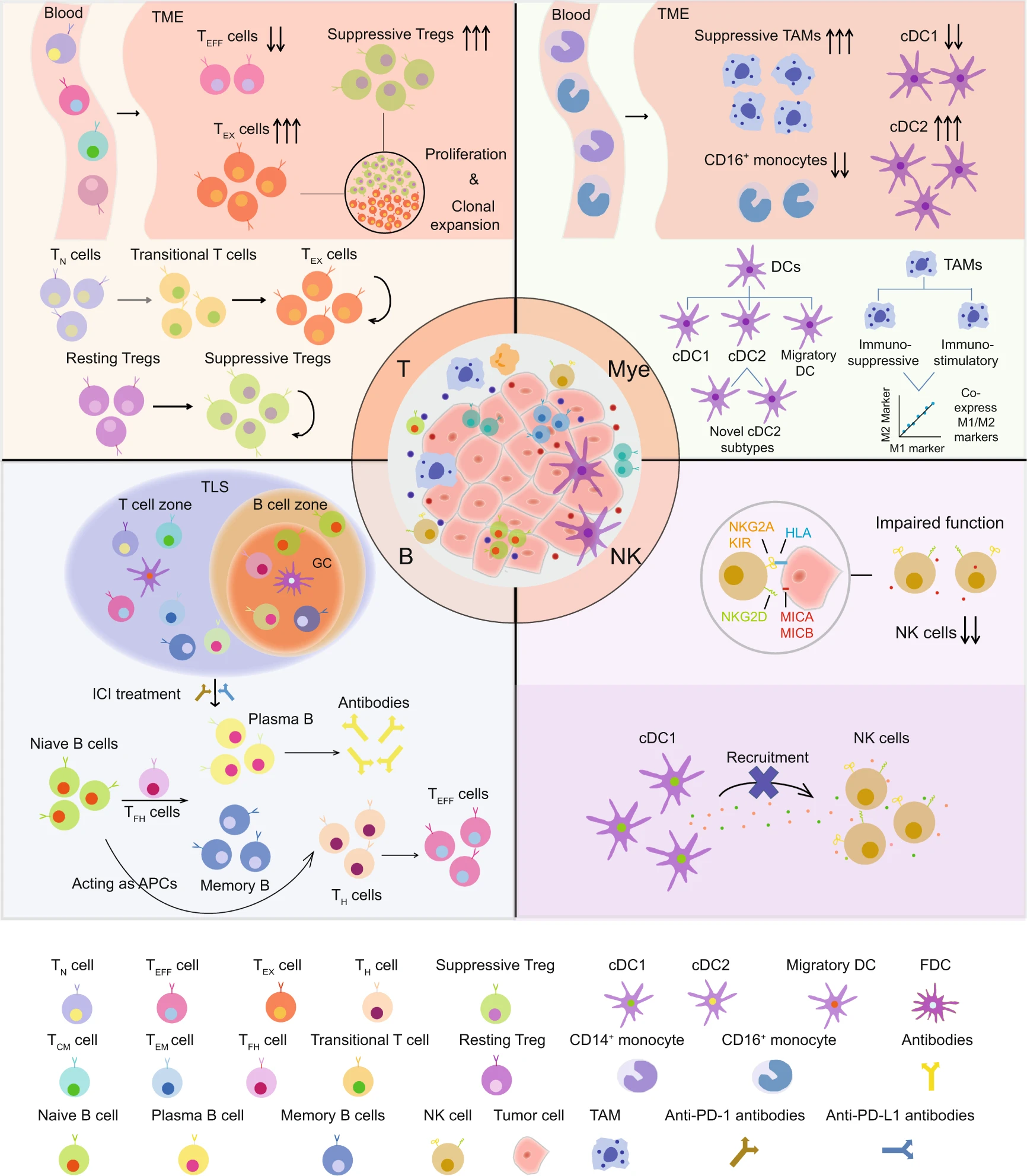
Propriétés et changements des cellules immunitaires dans le microenvironnement tumoral.

En tant que composant majeur du microenvironnement tumoral, les infiltrats immunitaires contribuent à la progression tumorale et aux réponses immunothérapeutiques. Par conséquent, une meilleure compréhension des deux mécanismes innés et les cellules immunitaires adaptatives du microenvironnement tumoral sont essentielles pour déchiffrer les mécanismes des immunothérapies, définir des biomarqueurs prédictifs et identifier de nouvelles cibles thérapeutiques.

### Lymphocyte T
Les lymphocytes T sont devenus le centre d'intérêt de l'immunologie tumorale en raison de leur puissante capacité à tuer les tumeurs. La fonction des lymphocytes T est initiée par l'engagement des récepteurs des lymphocytes T avec de courts peptides d'antigènes tumoraux présentés par des molécules du complexe majeur d'histocompatibilité ou des molécules humaines. Les récepteurs des lymphocytes T sont produits par des réarrangements génétiques impliquant un grand nombre de recombinaisons aléatoires de segments de gènes du récepteur des lymphocytes T, dont le processus pourrait générer divers répertoires de récepteurs des lymphocytes T, conférant aux cellules T diversité et spécificité. Les lymphocytes infiltrant les tumeurs jouent un rôle central dans l’immunité antitumorale efficace et différents types de lymphocytes T, notamment les lymphocytes T cytotoxiques, les lymphocytes T auxiliaires et les lymphocytes T régulateurs, sont impliqués dans les réponses immunitaires médiées par les lymphocytes T au sein de l'environnement tumoral.
Les lymphocytes T cytotoxiques sont les principales cellules effectrices, fonctionnant avec des molécules cytotoxiques telles que les granzymes et la perforine.Bien que des études aient montré que la présence de lymphocytes infiltrant les tumeurs , en particulier de lymphocytes T cytotoxiques, est positivement corrélée à la survie des patients atteints de plusieurs cancers, les lymphocytes T cytotoxiques qui infiltrent les sites tumoraux échouent souvent. pour contrôler la croissance tumorale due à l'épuisement ou au dysfonctionnement sculpté par le microenvironnement tumoral immunosuppresseur,. L'épuisement des lymphocytes T, caractérisé par la régulation positive de PD-1 et d'autres molécules inhibitrices, a été initialement décrit dans des modèles murins d'infection chronique par le virus de la chorioméningite lymphocytaire et prouvé être répandu dans les cancers humains. L'analyse des propriétés de trois populations de lymphocytes infiltrant les tumeurs CD8+ intratumorales avec différents niveaux d'expression de PD-1 provenant de patients atteints d'un cancer du poumon non à petites cellules et a montre que les lymphocytes infiltrant les tumeurs avec une expression élevée de PD-1 étaient épuisées mais prédictives des réponses aux anti-PD- 1 chez les patients atteints de cancer du poumon non à petites cellules. De tels résultats, ainsi que l'efficacité clinique impressionnante des inhibiteurs de points de contrôle immunitaires,, soulignent l'importance d'intervenir dans le dysfonctionnement des lymphocytes T dans le traitement du cancer.
Les lymphocytes T CD4 comprennent les lymphocytes T auxiliaire et les T régulateur. Les cellules lymphocytes T auxiliaire contribuent à l’immunité antitumorale soit en aidant les lymphocytes T effecteurs CD8 , soit en agissant comme des lymphocytes T cytotoxiques pour éliminer directement les cellules tumorales. En revanche, les lymphocytes T régulateurs, indispensables au maintien de l’homéostasie, orchestrent l’immunité antitumorale en sapant directement la fonction des lymphocytes T. via des facteurs solubles immunosuppresseurs, ainsi qu'en empêchant indirectement l'activation des lymphocytes T via l'inhibition médiée par CTLA-4 des signaux co-stimulateurs des cellules présentatrices d'antigène. Notamment, malgré l'effet du blocage de la signalisation négative pour renforcer l'amorçage des lymphocytes T, les anti-CTLA-4 pourraient également induire une déplétion des T régulateur, indiquant les mécanismes complexes des inhibiteurs de points de contrôle immunitaires contribuant à l’immunité antitumorale.

### Lymphocyte B
Les lymphocytes B sont les cellules responsables de l’immunité humorale du système immunitaire adaptatif. En réponse à des cellules infectées ou à des cellules tumorales, les lymphocytes B se différencient en lymphocytes B mémoire ou en plasmocytes, ces derniers pouvant sécréter des immunoglobulines également appelées anticorps, pour se lier et neutraliser les antigènes cibles. Notamment, l'activation des cellules B impliquent l’interaction d’antigènes avec le récepteur des cellules B, une forme d’immunoglobulines liée à la membrane conférant aux cellules B une spécificité antigénique. Chaque cellule B héberge un récepteur unique dérivé d'un pool très diversifié du répertoire généré à partir du réarrangement aléatoire des segments du gène. Lors de la rencontre avec l'antigène, le récepteur sélectionné pourrait être encore modifié. par recombinaison de changement de classe et hypermutation somatique au sein du centre germinatif, aboutissant à des anticorps optimisés contre les antigènes.
Bien que les lymphocytes B jouent un rôle crucial dans l’immunité humorale par la production d’anticorps, ils contribuent également à l’immunité cellulaire en agissant comme une cellule présentatrice d'antigène pour renforcer l’immunité médiée par les lymphocytes T et en modulant les réponses immunitaires par l’intermédiaire de cytokines ou de lymphocytes B régulateurs. Les lymphocytes B aident à maintenir l'architecture des organes lymphoïdes secondaires et facilitent la formation de structures lymphoïdes tertiaires, des structures hautement organisées composées d'agrégats de cellules immunitaires telles que les cellules T, les cellules B et des cellules dendritiques folliculaires, sur les sites d'inflammation chronique et de tumeurs. Les organes lymphoïdes secondaires sont particulièrement importantes. pour le recrutement et l’activation locale des lymphocytes B et des lymphocytes T, et contribuent ainsi à l’immunité à long terme.
En raison de la diversité de leurs fonctions dans l’immunité humorale et cellulaire, les lymphocytes B présentent une diversité phénotypique dans l’immunité antitumorale. Il a été démontré que les lymphocytes B infiltrant les tumeurs favorisent la progression tumorale en inhibant les réponses immunitaires médiées par les lymphocytes T en sécrétant des médiateurs solubles. qui stimulent les fonctions proangiogéniques et protumorigènes des cellules myéloïdes ou en produisant des facteurs qui facilitent la transduction du signal dans les cellules cancéreuses,,. Cependant, contrairement aux effets favorisant le cancer, de plus en plus d'études ont montré que les cellules B fonctionnent dans l'immunité antitumorale et pourraient favoriser le pronostic du patient,,.

### Lymphocyte NK
Les lymphocytes NK sont des cellules qui exercent des fonctions cytotoxiques sans l'intermédiaire du complexe majeur d'histocompatibilité et complètent ainsi la lyse tumorale. Les cellules NK éradiquent directement les cellules tumorales via des granules cytolytiques et coopèrent avec d'autres cellules immunitaires via des cytokines proinflammatoires et chimiokines,,. L'activation des cellules NK est médiée par l'action combinée de récepteurs activateurs et inhibiteurs exprimés à la surface des lymphocytes NK. Plus précisément, les récepteurs inhibiteurs interagissent avec les molécules du complexe majeur d'histocompatibilité de classe I exprimées sur les cellules normales et contribuent à l'autotolérance des cellules NK, tandis que les récepteurs activateurs détectent les signaux de stress cellulaire associés à une infection virale ou à la tumorigenèse. lorsque les cellules infectées par un virus ou les cellules tumorales perdent le complexe majeur d'histocompatibilité de classe I, conduisant à l'activation de NK et à la fonction effectrice. Cependant, de nouvelles études ont indiqué que les lymphocytes NK présentaient une fonction entravée avec une activité cytotoxique réduite et une expression altérée des cytokines proinflammatoires dans le microenvironnement tumoral. Les cellules NK des tumeurs peuvent recruter des cellules des cellules dendritiques de type 1 dans le microenvironnement tumoral pour faciliter l'immunité antitumorale, tandis que les fonctions tumorales peuvent produire de la prostaglandine E2 pour altérer les cellules NK, conduisant à une évasion immunitaire. Par conséquent, les cellules NK pourraient également servir de cibles possibles.
Plusieurs immunothérapies basées sur les NK ont été explorées, notamment le transfert adoptif de cellules NK autologues, qui fait référence à la transfusion de cellules NK activées et développées ex vivo chez des patients; les thérapies cellulaires CAR-NK, qui impliquent la transfusion de cellules NK modifiées exprimant des récepteurs antigéniques chimériques contre un antigène tumoral spécifique; les thérapies à base de cytokines, qui impliquent l'infusion de cytokines spécifiques pour augmenter l'activité des cellules NK; et les thérapies basées sur des anticorps monoclonaux , faisant référence à l'administration d'anticorps pour bloquer les récepteurs inhibiteurs sur les cellules NK.
À l'instar des inhibiteurs de points de contrôle immunitaires, qui bloquent les voies d'inhibition des cellules T, le blocage des récepteurs antagonistes des cellules NK s'avère également prometteur, et plusieurs récepteurs antagonistes des cellules NK ont été explorés pour leur potentiel thérapeutique et leur utilisation clinique,,. La famille des récepteurs d'immunoglobulines tueuses et l'hétérodimère CD94/NKG2A sont les principaux récepteurs inhibiteurs des cellules NK humaines, et les anticorps ciblant les récepteurs d'immunoglobulines tueuses, seuls ou en combinaison avec d'autres agents thérapeutiques, peuvent améliorer l'activité antitumorale des cellules NK. De plus, les anticorps ciblant NKG2A montrent également une efficacité dans le déclenchement. Les réponses des cellules NK et le monalizumab, un nouvel anticorps anti-NKG2A, sont actuellement évalués pour leur efficacité antitumorale dans des essais cliniques. Il est important de noter qu'en plus des récepteurs inhibiteurs, des récepteurs activateurs pourraient également être exploités, par exemple en administrant des cytokines pour réguler positivement leur expression ou en délivrant des anticorps recouvrant les cellules cibles pour provoquer une cytotoxicité NK.

### Cellules myéloïdes
Les cellules de la lignée myéloïde englobent des populations cellulaires hétérogènes jouent un rôle essentiel dans l’immunité tumorale.

#### Neutrophiles
Bien que les neutrophiles assurent généralement une protection innée contre les infections bactériennes et fongiques, leur rôle dans l'immunité tumorale reste controversé. Les neutrophiles escortent les cellules tumorales circulantes dans la circulation sanguine et facilitaient le potentiel métastatique des cellules tumorales circulantes, mais les neutrophiles étaient essentiels à la polarisation d'un sous-ensemble de cellules T non conventionnelles présentant un phénotype inné et bénéficiaient ainsi de l'immunité antitumorale. Les neutrophiles avaient différents états d'activation dans le microenvironnement tumoral, le phénotype N1 assumant une fonction antitumorigène et le phénotype N2 assumant une fonction protumorigène. Ces résultats soulignent ensemble la diversité fonctionnelle des neutrophiles associés aux tumeurs.

#### Cellule dendritique
Les cellules dendritiques sont les cellules présentatrices d'antigène clés et deux sous-ensembles majeurs de cellules dendritiques, les cellules dendritiques plasmacytoïdes et les cellules dendritiques conventionnelles ont été identifiées.
Les cellules dendritiques plasmacytoïdes sont capables de produire des niveaux élevés d'interféron de type I et jouent un rôle important dans la modulation de l'immunité innée et adaptative. Bien que les cellules dendritiques plasmacytoïdes aient été initialement reconnues pour Leurs rôles dans l'immunité antivirale, l'intérêt récent s'est tourné vers leur contribution à la tumorigenèse. Les produits de sécrétion des cellules dendritiques plasmacytoïdes, en particulier l'interféron de type I, avaient des fonctions à la fois immunogènes et tolérogènes dans l'immunité tumorale. Ces cytokines contribuent à un microenvironnement tumoral immunostimulateur en favorisant la maturation et l'activation des cellules dendritiques et des macrophages proinflammatoires, en augmentant la cytotoxicité des NK. et les lymphocytes T, et en facilitant la différenciation des lymphocytes B activés en plasmocytes ; ils conduisent également un microenvironnement tumoral immunosuppresseur en recrutant des lymphocytes T régulateurs ou en induisant l'expression de molécules immunomodulatrices telles que celles impliquées dans les voies de régulation négatives. De plus, les cellules dendritiques plasmacytoïdes peuvent agissent comme des APC professionnels pour réguler les réponses immunitaires antitumorales. Ainsi, les rôles complexes des cellules dendritiques plasmacytoïdes dans l’immunité tumorale restent insaisissables.
Les cellules dendritiques conventionnelles se composent de deux sous-types, décrits comme les cellules dendritiques conventionnelles de type 1 et les cellules dendritiques conventionnelles de type 2, qui démontrent différents phénotypes, fonctions et dépendances aux facteurs de transcription. Les types 1 sont spécialisés dans la présentation d'antigènes sur les molécules du complexe majeure d'histocompatibilité de classe I aux cellules T CD8, tandis que les types 2 sont compétents dans la présentation des antigènes sur les molécules du complexe majeur d'histocompatibilité de classe II aux cellules T CD4.
Les types 1 contribuent à l'immunité antitumorale par des effets locaux dans le microenvironnement tumoral et par la délivrance d'antigènes aux ganglions lymphatiques drainant la tumeur. Plus précisément, les types 1 du microenvironnement tumoral sécrètent des chimiokines telles que CXCL9 et CXCL10 pour faciliter le recrutement des lymphocytes T effectrices et des lymphocytes NK dans les tumeurs, et produisent des cytokines pour aider à maintenir les fonctions cytotoxiques des cellules effectrices. Les types 1 peuvent migrer vers les ga,glions lymphatiques et délivrent des peptides antigéniques tumoraux aux lymphocytes T CD8 naïfs, conduisant à l'activation et au déclenchement de réponses immunitaires spécifiques à l'antigène.
Les types 2 constituent le sous-ensemble de cellules dendritiques le plus fréquent et le plus hétérogène, et ils favorisent un large éventail de systèmes immunitaires médiés par les lymphocytes T CD4. La fonction exacte des types 2 dans l’immunité antitumorale reste insaisissable.

#### Macrophage
Les macrophages sont des cellules phagocytaires, comprenant une population hétérogène aux propriétés phénotypiques et fonctionnelles complexes dans le microenvironnement tumoral. Les macrophages peuvent éliminer les cellules malignes par phagocytose ou en produisant des facteurs solubles pour induire l'apoptose des cellules tumorales.En plus de leur capacité directe à détruire les tumeurs, les macrophages jouent un rôle important dans la modulation de la progression tumorale par le biais de mécanismes tels que l'angiogenèse, la fibrose et l'immunosurveillance. Les macrophages pourraient réguler l'angiogenèse dans le microenvironnement tumoral en sécrétant différentes molécules pour mobiliser ou neutraliser le facteur de croissance de l’endothélium vasculaire afin d'exercer des fonctions proangiogéniques ou antiangiogéniques. Les macrophages sont également des orchestrateurs cruciaux de la fibrose associée aux tumeurs par le biais de différents médiateurs pour favoriser ou inhiber l'accumulation de matrice extracellulaire et pour modifier le phénotype des fibroblastes voisins. La fibrose induite pourrait réguler l'infiltration et l'activation des cellules T. De plus, les macrophages peuvent médier l'activation des lymphocytes T par l'interaction cellulaire en produisant de l'interleukine 12 et en exprimant des molécules co-stimulatrices, notamment CD86, alors qu'ils peuvent médier la suppression des lymphocytes T en exprimant des molécules inhibitrices des lymphocytes T, en sécrétant des cytokines immunosuppressives ou en favorisant l'activation des lymphocytes T. recrutement de lymphocytes T régulateurs immunosuppresseurs. Ainsi, les macrophages associés aux tumeurs ont des effets profonds sur le microenvironnement tumoral et peuvent offrir de nouvelles opportunités pour l'immunothérapie du cancer.

## Sources
- (en) Yuanyuan Zhang et Zemin Zhang, « The history and advances in cancer immunotherapy: understanding the characteristics of tumor-infiltrating immune cells and their therapeutic implications », Cellular & Molecular Immunology, vol. 17, no 8,‎ août 2020, p. 807–821 (ISSN 2042-0226, PMCID 7395159, DOI 10.1038/s41423-020-0488-6, lire en ligne, consulté le 28 juillet 2025) paru sous licence Creative Commons Attribution 4.0 International dont plusieurs parties sont des traductions partielles.
- (en) Walter Bodmer et Vita Golubovskaya, « Cancer Immunotherapy: Where Next? », Cancers, vol. 15, no 8,‎ 18 avril 2023, p. 2358 (ISSN 2072-6694, PMCID 10136918, DOI 10.3390/cancers15082358, lire en ligne, consulté le 28 juillet 2025) paru sous licence Creative Commons Attribution 4.0 International, la section Recherche avancée est la traduction partielle